# Filip Helander
Filip Viktor Helander (Malmö, Suecia, 22 de abril de 1993) es un futbolista sueco que juega como defensa en el A. C. Omonia Nicosia de la Primera División de Chipre.

## Carrera
Helander debutó en la Allsvenskan en un partido contra el Syrianska el 17 de octubre de 2011.
Helander jugó los primeros partidos al lado de Pontus Jansson en la defensa antes de ser reemplazado por Daniel Andersson después de la segunda ronda de partidos. El 17 de julio de 2012, Helander firmó un primer contrato con el Malmö hasta el final de la temporada 2015.
Fue herido en las primeras etapas de la temporada y fue sustituido en el once inicial por Erik Johansson, pero más tarde recuperó este espacio en la segunda parte de la temporada. Para la temporada 2014, Helander jugó regularmente a lo largo de toda la temporada. También anotó su primer gol en la liga el 23 de agosto de 2014 en la victoria por 3-0 en casa contra el Norrköping.

## Clubes
| Club                 | País      | Año       |
| -------------------- | --------- | --------- |
| Malmö FF             | Suecia    | 2011-2015 |
| Hellas Verona        | Italia    | 2015-2016 |
| Bologna F. C. 1909   | Italia    | 2016-2019 |
| Rangers F. C.        | Escocia   | 2019-2023 |
| Odense BK            | Dinamarca | 2023-2024 |
| A. C. Omonia Nicosia | Chipre    | 2024-     |

## Palmarés

### Títulos nacionales
| Título               | Club          | País    | Año  |
| -------------------- | ------------- | ------- | ---- |
| Allsvenskan          | Malmö FF      | Suecia  | 2013 |
| Allsvenskan          | Malmö FF      | Suecia  | 2014 |
| Supercopa de Suecia  | Malmö FF      | Suecia  | 2014 |
| Scottish Premiership | Rangers F. C. | Escocia | 2021 |
| Copa de Escocia      | Rangers F. C. | Escocia | 2022 |

### Títulos internacionales
| Título          | Club (*)      | País            | Año  |
| --------------- | ------------- | --------------- | ---- |
| Eurocopa Sub-21 | Suecia sub-21 | República Checa | 2015 |

(*) Incluyendo la selección.